# Velika nagrada Frontieresa 1946
Velika nagrada Frontieresa 1946 je bila peta dirka za Veliko nagrado v sezoni Velikih nagrad 1946. Odvijala se je 9. julija 1946 v belgijskem mestu Chimay. 

## Rezultati

### Dirka
| Poz | Št | Dirkač          | Moštvo    | Dirkalnik         | Krogi | Čas/Odstop |
| --- | -- | --------------- | --------- | ----------------- | ----- | ---------- |
| 1   | 8  | Leslie Brooke   | ERA Ltd.  | ERA B             | 15    | 1:20:34.4  |
| 2   | 2  | Rene Steinback  | Privatnik | Alfa Romeo 2900B  | 14    | +1 krog    |
| 3   | 22 | Maurice Adant   | Privatnik | Bugatti T35B      | 13    | +2 kroga   |
| 4   | 24 | Desiré Boudart  | Privatnik | Lenkin            | 12    | +3 krogi   |
| 5   | 10 | Eric van Kempen | Privatnik | Fiat 508S-Balilla | 12    | +3 krogi   |
| 6   | 4  | Princ Bira      | Privatnik | Maserati 8CM      | 11    | +4 krogi   |
| Ods | 20 | Arthur Legat    | Privatnik | Bugatti T35       | 9     |            |